# مانويل غونزاليس غارسيا
مانويل غونزاليس غارسيا (بالإسبانية: Manuel González García)‏ هو سياسي إسباني، ولد في 25 فبراير 1877 في إشبيلية في إسبانيا، وتوفي في 4 يناير 1940 في بالنثيا في إسبانيا.

## مناصب
- انتخب أسقف كاثوليكي.
- انتخب Roman Catholic Bishop of Palencia ‏.
- انتخب Senator of the Kingdom  [لغات أخرى]‏.
- انتخب bishop of Malaga ‏.